# Stormande hav
Stormande hav är en sång skriven av Kristian Lagerström, Johan Fjellström , Stina Engelbrecht och Jens Engelbrecht, som sjöngs av Timoteij i Melodifestivalen 2012, där den medverkade vid andra deltävlingen i Göteborg, gick vidare till Andra chansen men åkte där ut mot Top Cats låt Baby Doll.
Den 25 mars 2012 gick låten in på Svensktoppen.

## Listplaceringar
| Lista (2012) | Topplacering |
| ------------ | ------------ |
| Sverige      | 34           |